# Межлумян, Ашот Антонович
Ашот Антонович Межлумян-Муратханян (22 декабря 1904, Армения — 21 октября 1994, Таганрог) — советский архитектор, автор проекта Морской лестницы в Таганроге. Почетный гражданин Таганрога (1979).

## Биография
Учился в Ереване и Одессе. Работал в Ростове-на-Дону.
В 1924 году Ашот Межлумян был направлен в Таганрог заведовать армянской школой. В 1925 году окончил рабфак и уехал продолжать образование в Уральском политехническом институте в Свердловске. Получил профессию инженера по гражданской архитектуре, дорогам, мостам.
Во время службы в армии был арестован и провел три года в лагерях ГУЛАГа.
Вернувшись в Таганрог в 1931 году, активно работал на самых трудных участках по благоустройству города. В годы Великой Отечественной войны был инженером-инспектором Ростовского облдоротдела, восстанавливал мосты и дороги области. В послевоенное время Ашот Антонович занимал ряд руководящих должностей в строительных организациях.
В 1966 году ушел на пенсию, но продолжал активно участвовать в жизни города.
Город обязан ему реконструкцией старой каменной лестницы, театра им. А. П. Чехова, кинотеатра «Рот-Фронт», созданием музеев «Градостроительства и быта г. Таганрога», «Лавки Чеховых», Таганрогской картинной галереи.

## Наиболее известные проекты А. А. Межлумяна
- 1967 — Морская лестница.[2]